# 蜻蛉 (源氏物語)
| 源氏物語五十四帖 |        |    |        |
| 各帖のあらすじ   |        |    |        |
| 帖               | 名     | 帖 | 名     |
| 1                | 桐壺   | 28 | 野分   |
| 2                | 帚木   | 29 | 行幸   |
| 3                | 空蝉   | 30 | 藤袴   |
| 4                | 夕顔   | 31 | 真木柱 |
| 5                | 若紫   | 32 | 梅枝   |
| 6                | 末摘花 | 33 | 藤裏葉 |
| 7                | 紅葉賀 | 34 | 若菜   |
| 8                | 花宴   | 35 | 柏木   |
| 9                | 葵     | 36 | 横笛   |
| 10               | 賢木   | 37 | 鈴虫   |
| 11               | 花散里 | 38 | 夕霧   |
| 12               | 須磨   | 39 | 御法   |
| 13               | 明石   | 40 | 幻     |
| 14               | 澪標   | 41 | 雲隠   |
| 15               | 蓬生   | 42 | 匂宮   |
| 16               | 関屋   | 43 | 紅梅   |
| 17               | 絵合   | 44 | 竹河   |
| 18               | 松風   | 45 | 橋姫   |
| 19               | 薄雲   | 46 | 椎本   |
| 20               | 朝顔   | 47 | 総角   |
| 21               | 少女   | 48 | 早蕨   |
| 22               | 玉鬘   | 49 | 宿木   |
| 23               | 初音   | 50 | 東屋   |
| 24               | 胡蝶   | 51 | 浮舟   |
| 25               | 蛍     | 52 | 蜻蛉   |
| 26               | 常夏   | 53 | 手習   |
| 27               | 篝火   | 54 | 夢浮橋 |

「蜻蛉」（かげろう）は、『源氏物語』五十四帖の巻名の一つ。第52帖。第三部の一部「宇治十帖」の第8帖にあたる。巻名は薫が宇治の三姉妹との因縁を想い詠んだ和歌「ありと見て手にはとられず見ればまたゆくへもしらず消えしかげろふ」に因む。

## あらすじ
薫27歳のころの話。
浮舟の姿が見えないので、宇治の山荘は大騒ぎとなる。浮舟の内情を知る女房は、浮舟が宇治川に身を投げたのではと思い惑う。かけつけた浮舟の母の中将の君は真相を聞いて驚き悲しむ。世間体を繕うため、遺骸もないままにその夜のうちに葬儀を営んだ。そのころ石山寺に参籠していた薫は、野辺送りの後に初めて事の次第を知った。
匂宮は悲しみのあまり、病と称して籠ってしまう。それを耳にした薫は、浮舟のことは匂宮との過ちからだと確信するが、浮舟を宇治に放置していたことを後悔、悲しみに暮れる。宇治を訪れた薫はここで浮舟の入水をはじめて知り、悲しみに沈む中将の君を思いやって、浮舟の弟たちを庇護する約束をして慰めた。薫は浮舟の四十九日の法要を宇治山の寺で盛大に営んだ。中君からも供え物が届けられ、浮舟の義父常陸介は、このときはじめて継娘の素性が自分の子たちとは比較にならないものだったと実感した。この事がきっかけで、常陸介は浮舟の異父弟・小君を薫の下で仕えさせる事を決断。薫は、それで娘を亡くした親の気持ちが慰められるのならと、小君を召し抱えた。
夏、匂宮は気晴らしに新しい恋をしはじめる。一方、薫はたまたま垣間見た女一宮（母は明石の中宮）に憧れるようになる。そのころ、故式部卿宮（光源氏・宇治八の宮の兄弟）の姫君が女一宮に出仕し、宮の君と呼ばれていた。東宮妃となるべく育てられかつては薫との縁談もあったこの女房に、薫も同情しつつも関心を持ちはじめる。それにつけても、薫はやはり宇治の姫君たちが忘れられず、夕暮れに儚げに飛び交うカゲロウをながめながら、大君・中君・浮舟を追想した。